# Antonio Voetov
Antonio Ventislavov Voetov (Bulgaars: Антонио Вутов) (Mezdra, 6 juni 1996) is een Bulgaars voetballer die doorgaans speelt als aanvaller. In juli 2025 verruilde hij Spartak Varna voor Arda Kardzjali.

## Clubcarrière
Voetov speelde in zijn jeugd voor het plaatselijke Lokomotiv Mezdra, maar in 2009 verliet hij die club om in de jeugdopleiding van Levski Sofia te gaan spelen. Zijn competitiedebuut voor het eerste elftal maakte de aanvaller op 8 april 2012, toen er met 1–1 gelijkgespeeld werd tegen stadsgenoot Lokomotiv Sofia. Ten tijde van zijn debuut was Voetov slechts 15 jaar en 307 dagen oud. Zijn eerste basisplaats volgde op 11 mei van dat jaar, tegen Beroe Stara Zagora (2–0 winst). De jonge Bulgaar maakte zijn eerste doelpunt op 28 november 2012, toen er met liefst 7-1 gewonnen werd van FK Etar. Voor het seizoen 2013/14 kreeg Voetov het rugnummer 10 toegewezen. In dat seizoen speelde hij negentien wedstrijden en daarin kwam hij tot twee doelpunten.
Udinese nam de Bulgaar hierop over en hij tekende een contract tot medio 2018. Achtereenvolgens werd hij verhuurd aan de Italiaanse clubs Cosenza en Lecce. In januari 2017 werd Botev Plovdiv op huurbasis zijn nieuwe club. Een halfjaar later keerde hij, wederom op huurbasis, terug bij zijn oude club Levski. Na deze verhuurperiode keerde Voetov definitief terug naar zijn vaderland; Botev Plovdiv nam de middenvelder in de zomer van 2018 voor circa honderdvijftigduizend euro over van Udinese en gaf hem een contract voor twee seizoenen. Deze verbintenis werd later met één seizoen verlengd, tot medio 2021.
Ondanks de contractverlenging gingen Botev en Voetov in de zomer van 2020 uit elkaar, waarop hij voor Mezőkövesd ging spelen. Voetov keerde in de zomer van 2022 terug naar Bulgarije, bij Lokomotiv Sofia. Een jaar later verkaste hij naar CSKA 1948. Medio 2024 verkaste Voetov naar Spartak Varna. Een jaar later nam Arda Kardzjali hem transfervrij over.